# Копиевский, Илья Фёдорович
Илья Фёдорович (Элиаш) Копие́вский (Копие́вич) (бел. Ілья Фёдаравіч Капіевіч) (ок. 1651, Ляховичи — 12 (23) сентября 1714 года, Москва) — русский просветитель, издатель, переводчик, поэт, писатель.

## Происхождение и биография
Илья Копиевский — уроженец Великого Княжества Литовского, по разным версиям родился близ города Ляховичи (современная Брестская область, Белоруссия) либо недалеко от Мстиславля (возможно в селе Ляховичи Шумячского района Смоленской области России). Отец — мелкопоместный шляхтич протестантского вероисповедания. Во время русско-польской войны ребёнком был захвачен в плен:

Егда Хованский, великий гетман, ходи под Ляховиче город с войскими силами, тогда боярский сын с Бежецкия пятины противу наказа великого государя меня малого, в девятом году, украл и завёз с собою. — Цит. по Г. Прибытка. На всемирную пользу
Жил сначала в Новгороде, затем, сбежав от боярина, жил под покровительством Алексея Михайловича и учился в школе в Москве, был отпущен на родину с приехавшим туда мстиславским воеводой Цехановецким. Однако к моменту его возвращения имение его семьи по обвинению в ереси и измене было конфисковано польским королём Яном Казимиром в пользу иезуитов. Поводом для подозрений стало, очевидно, то, что во время войны семья находилась под покровительством русского царя, а князь Хованский повелел охранять от разорения дом Фёдора Копиевского, приставив к нему караул и трубача.

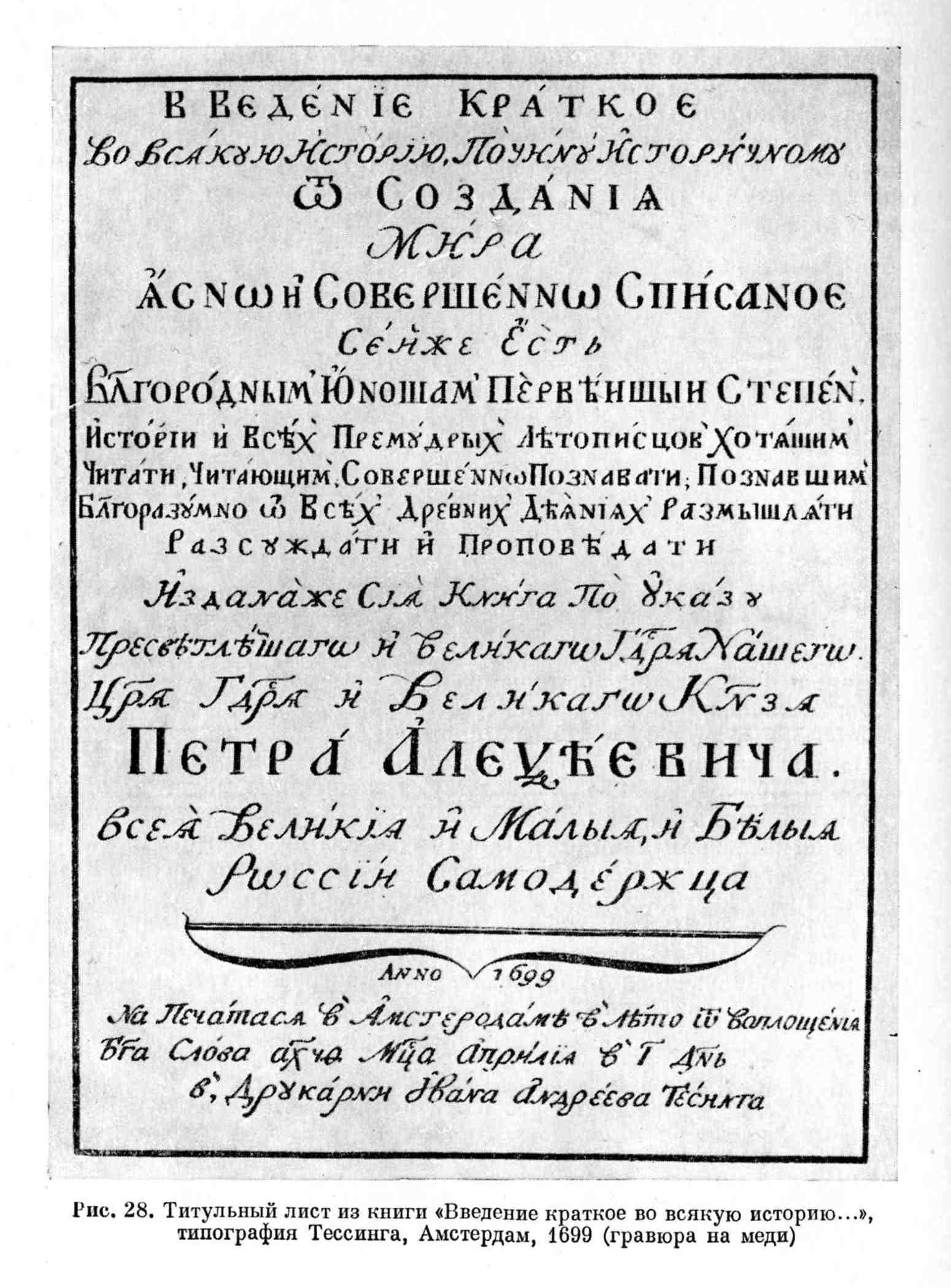
Введение краткое во всякую историю. Амстердам, 1699.

Выходец из протестантской семьи, образование он получил в Слуцкой кальвинистской гимназии, основанной в 1617 году князем Янушем Радзивиллом, исповедавшим кальвинизм. В 1674 году его назначили лектором (учителем младших классов) этой гимназии.
Каким образом и когда он попал в Амстердам, также неизвестно, однако к моменту прибытия туда Великого посольства Петра (то есть к 1697 году) он уже жил в Амстердаме и был кандидатом в пасторы. Традиционно сообщается также о его учёбе в Голландии; однако где, когда и чему он обучался — неизвестно. Возможно, его учёба была как-то связана с издательским делом.
В 1699—1700 годах Копиевский сотрудничал с голландским купцом Яном Тессингом в деле издания славянских книг, но уже в 1700 году Копиевский открыл в Амстердаме собственную типографию.
Параллельно с издательской деятельностью он давал уроки иностранных языков, грамматики и навигации молодым русским, прибывающим по поручению Петра в Амстердам для обучения. В числе его учеников были О. И. Щербатов, С. А. Салтыков, грузинский царевич Арчил и другие.

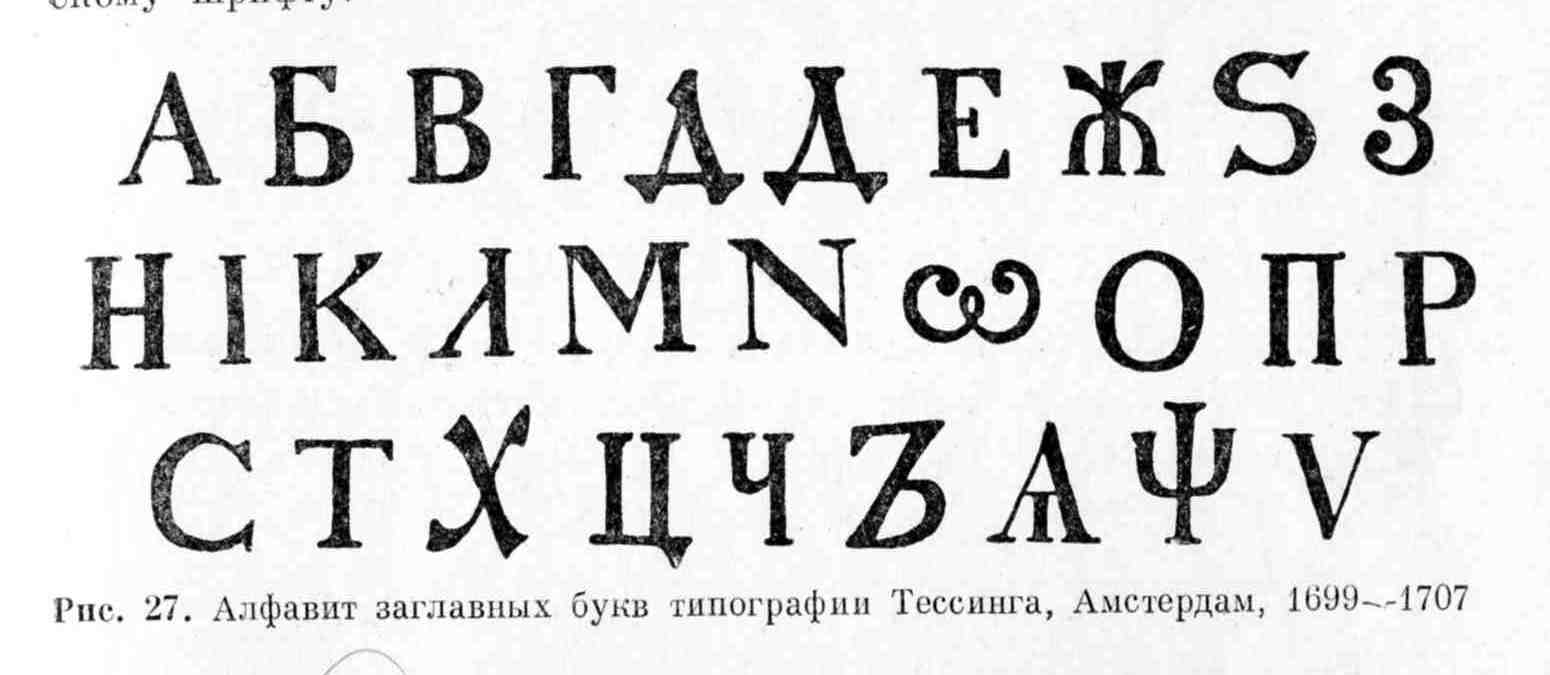
Шрифт типографии Тессинга, заглавные буквы.

Копиевский активно работал над книгами, но дела типографии шли плохо: в Голландии книги на русском не расходились, а продавать их в России нельзя, так как привилегию на такую торговлю имел только Ян Тессинг. В 1700—1701 годах Копиевский получил привилегию Голландских генеральных штатов и поддержку Яна де Ионга. В это время он издал свои книги в типографии Авраама Бремена. Однако сотрудничество оказалось неудачным и завершилось разрывом и судом.
В 1703 году Копиевский покинул Амстердам, в 1703—1706 он жил в Данциге и Хелме. Он не оставлял попыток наладить собственную типографию в Копенгагене и Галле.
В 1706 году в пригороде Данцига Штольценберге в типографии Х.-Ф. Гольца Копиевский издал «Руковедение в грамматыку во славянороссийскую» (лат. Manuductio in grammaticam in sclavonico Rosseanam seu Moscoviticam).
Копиевский приехал в Россию, где получил 50 ефимков от царской канцелярии на приобретение книг за границей. Однако затея стать книготорговым агентом Петра провалилась: в Данциге он успел купить только одну книгу («Артиллерию» Брауна), а по дороге назад в Россию его, по его словам, ограбили казаки.
Копиевский с дочерью отправился в Варшаву, где был прикомандирован к Якову Брюсу до определения:

А жыву со оною дочеришкою моею девятый месяц с немалою нуждою, и быть мне в походе при старости не возможно, разве да повелит пресветлое ваше царское величество во определении того моего дела быть где инде… по се число живу я без дела… да повелит державство ваше в определении дела моего быть за старостию в ином месте кроме здешняго походу, и чтоб вашею превысочайшею и щедролюбивою милостию в совершенство был делом и вашего величества жалованьем определён.— Из челобитной Копиевского Петру I.

…Брюс писал Петру, что Копиевский живёт у него безо всякого дела, так как он в немецком языке не искусен, а лучше бы ему переводить польские книги летописные или геометрические, «того ради не лучше ли его отослать к Гавриле Ивановичу (Головкину, начальнику посольской канцелярии), понеже мне он не надобен».— Русский биографический словарь А. А. Половцова. Т. «Кнаппе — Кюхельбекер». — С. 245.
В Москве, куда он был отослан к Г. И. Головкину, Копиевский исполнял обязанности переводчика Посольского приказа. После 1708 года информация о нём отсутствует; по некоторым версиям, он умер 23 сентября 1714 года.
Копиевский владел польским, русским, белорусским, голландским, немецким, греческим и латинским языками.

## Типография Копиевского

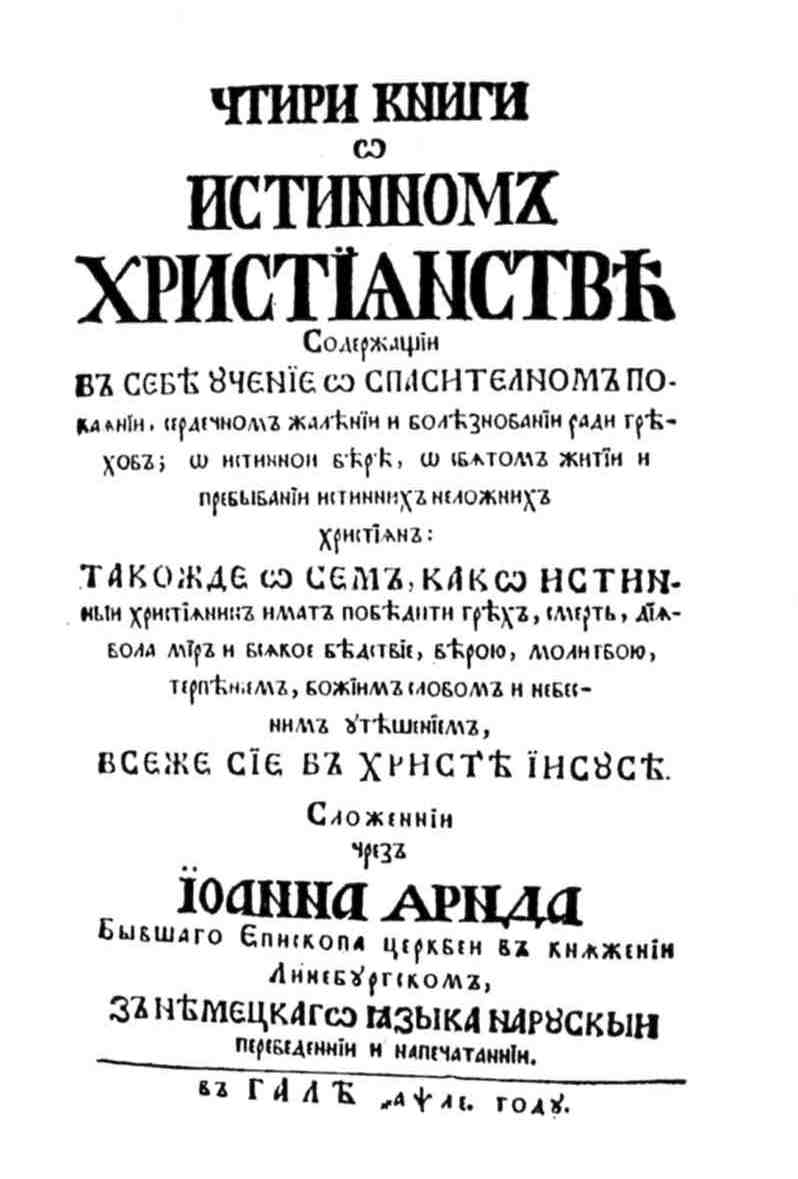
Одно из изданий галльских пиетистов, 1735.

В 1701 г. Копиевский стал владельцем собственной типографии, состоявшей из нескольких наборов пунсонов и матриц. В июне-ноябре 1702 г. Копиевский предлагает купить свою типографию Королевскому прусскому обществу наук в Берлине, однако сделка не состоялась; в 1703 г. Копиевский переезжает в Данциг (Гданьск). Издание «Руковедения в грамматику» 1706 г. было произведено в типографии Х. Ф. Гольца «собственными типами» Копиевского.
Через некоторое время типография Копиевского вошла в состав типографии Павла Патера (лат. Paulus Pater). Ещё до отъезда Копиевского из Данцига они пытались совместно печатать календари для России. Хотя типография Патера была организована в 1704 г., её эксплуатация началась только в 1711. Патер печатал книги на немецком и польском языках, русских изданий у него не отмечено.
Существует гипотеза о том, что в 1708 г. типография Копиевского, оставленная в Данциге, была во время Северной войны захвачена шведами и впоследствии использовалась для печати листовок и прокламаций, обращённых к славянскому населению, в частности, «Манифест военного комиссара от 8 октября 1708 г.» и «Универсал Карла XII». Сам Копиевский в челобитной 1710 г. сообщает, что он был ограблен шведским войском по дороге из Гданьска.
Против версии с захватом типографии шведами свидетельствуют тот факт, что шведы в это же время активно, но безуспешно пытаются приобрести русскую типографию для издания словаря Спарвенфельда. Кроме того, известна дальнейшая судьба типографии.
В 1721 г. часть типографии Патера (в том числе — пунсоны и матрицы типографии Копиевского) приобрёл королевский секретарь Квинтилиан Василий Квасовский из Корвенов; в 1727 г. в Кёнигсберге он напечатал шрифтами Копиевского «Греческий, римский и еврейский календарь».
В середине 1730-х типография Копиевского обнаруживается в университете Галле (Германия), где в кружке галльских пиетистов под руководством Августа Франке и его учеников идёт активная работа по переводу и изданию на славянском языке важных богословских трудов пиетизма. В это время там изданы, в частности, переводы Симона (Тодорского): «Четыре книги об истинном христианстве» Иоанна Арнтда (Галле, 1735), «Начало христианского учения» А. Г. Франке (Галле, 1735) и др.
Однако Д. Чижевский указывает на отличия печатного шрифта типографии Галле от шрифтов изданий Копиевского:

Насколько мы можем судить о шрифте изданий Копиевича (по нескольким оригиналам и репродукциям титульных листов), они никак не похожи на галльский шрифт. Поэтому, как мы уже отмечали, славянский шрифт для галльской типографии был подготовлен уже в начале XVIII века, когда типография Копиевского ещё существовала, а не был закуплен незадолго до 1735 г. Можно предположить, что шрифты были вырезаны специально для Галле и что образцом послужили, скорее всего, разные кириллические южнославянские издания XVI века, возможно, издания венецианские или тюбингские издания Примуса Трубара.
Оригинальный текст (укр.)Поскільки можемо судити про шрифт видань Копієвича (за кількома ориґіналами та за репродукціями титульних сторінок), вони ніяк не нагадують галльського шрифту. Для того, як ми довідалось вже, слов'янський шрифт для галльскоï друкарні було виготовлено вже на початку 18-го віку, коли друкарня Копієвича ще існувала, а не закуплено лише коротший час перед 1735. Треба гадати, що шрифти вирізано спеціяльно для Галлє та що зразком служили найскорше різні кирилицькі південно-слов'янські видання 16. в., може видання венеціянські або тюбінґенські видання Примуса Трубара.
Д.Чижевський. Украïнські друки в Галлє // Украïнська Книгознавча Бібліотека. Краків-Львів, 1943. С.19.

Дальнейшая судьба типографии Копиевского неизвестна.

## Издания Копиевского
Первоначально Копиевский составлял и редактировал книги на русском языке, выходившие в типографии Яна Тессинга, этого языка не знавшего. Пётр поручил Копиевскому также перевод различных иностранных книг.
Существует 3 списка книг, подготовленных и изданных Копиевским. Все они составлены им самим и находятся в следующих документах:
- Прошение на имя Петра 1699 г. — перечислено 23 книги;
- Приложение к «Латинской грамматике» 1700 г.
- Приложение к «Руковедению в грамматику» 1706 г. — перечислено 25 книг, из которых 12 наименований отмечены как отосланные в Россию.

Некоторые книги в этих списках отмечены как находящиеся в работе или подготовленные к изданию. 3 книги из списка либо не сохранились, либо не были напечатаны. Тиражи изданий — 2000—3000 экземпляров каждое.

### Издания типографии Тессинга

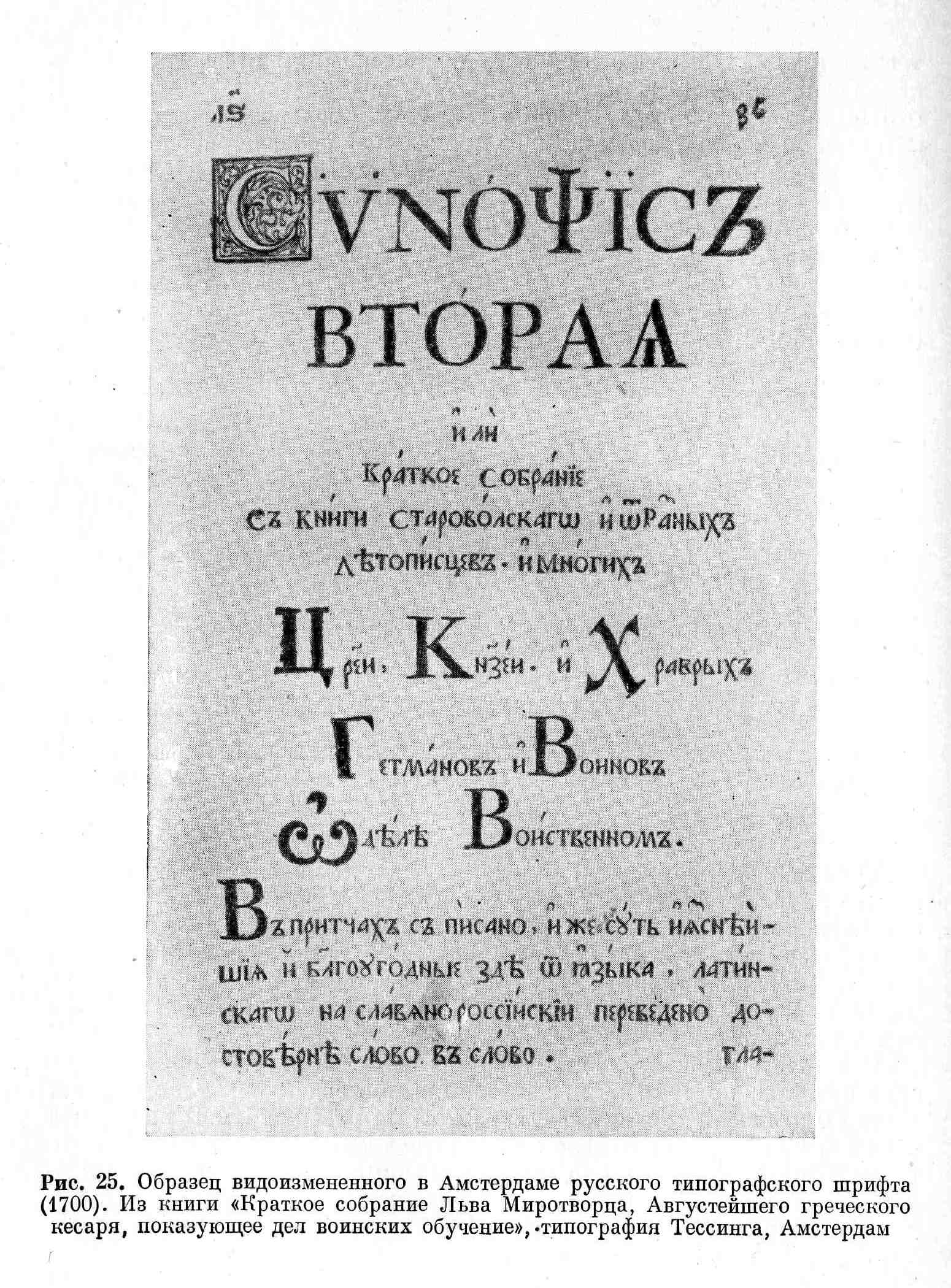
Краткое собрание Льва Миротворца. Амстердам, 1700.

В типографии Тессинга при участии Копиевского были изданы:
- Введение краткое во всякую историю по чину историчному от создания мира ясно и совершенно списаное. — Амстердам, 1699. — 67 с.
- Уготование и толкование ясное и зело изрядное краснообразного поверстания кругов небесных. — Амстердам, 1699. Краткие задачи по астрономии.
- Краткое и полезное руковедение в аритметику. — Амстердам, 1699. — 16 с.
- Краткое собрание Льва Миротворца, августейшего греческого кесаря, показующее воинских дел обучение. — Амстердам, 1700. — Пер. И. Ф. Копиевского.
- Притчи Эссоповы, на латинском и русском языке… с приложением «Гомеровой брани или боя жаб или лягушек и мышей». — Амстердам, 1700. — С приложением 48 гравюр.
- И. Ф. Копиевский. Слава торжеств и знамён побед пресветлейшего и аугустейшего державнейшего и непобедимейшего великого государя царя и великого князя Петра Алексеевича, всея великия и малыя и белыя России самодержца, вкратце списана стихами поетыцкими. — Амстердам, 1700. — Стихотворный панегирик по случаю завоевания Азова.

Единственная книга, изданная в типографии Тессинга после ухода Копиевского, а также после смерти самого Тессинга (1701) — «Святцы, или Календарь» (Амстердам, 1702).
Шрифт типографии Тесинга был мельче обычного московского шрифта; форма некоторых букв была заимствована из латиницы, других — из классического печатного полуустава. Формат книг — в восьмую или четвёртую долю листа.

### Издания собственной типографии Копиевского

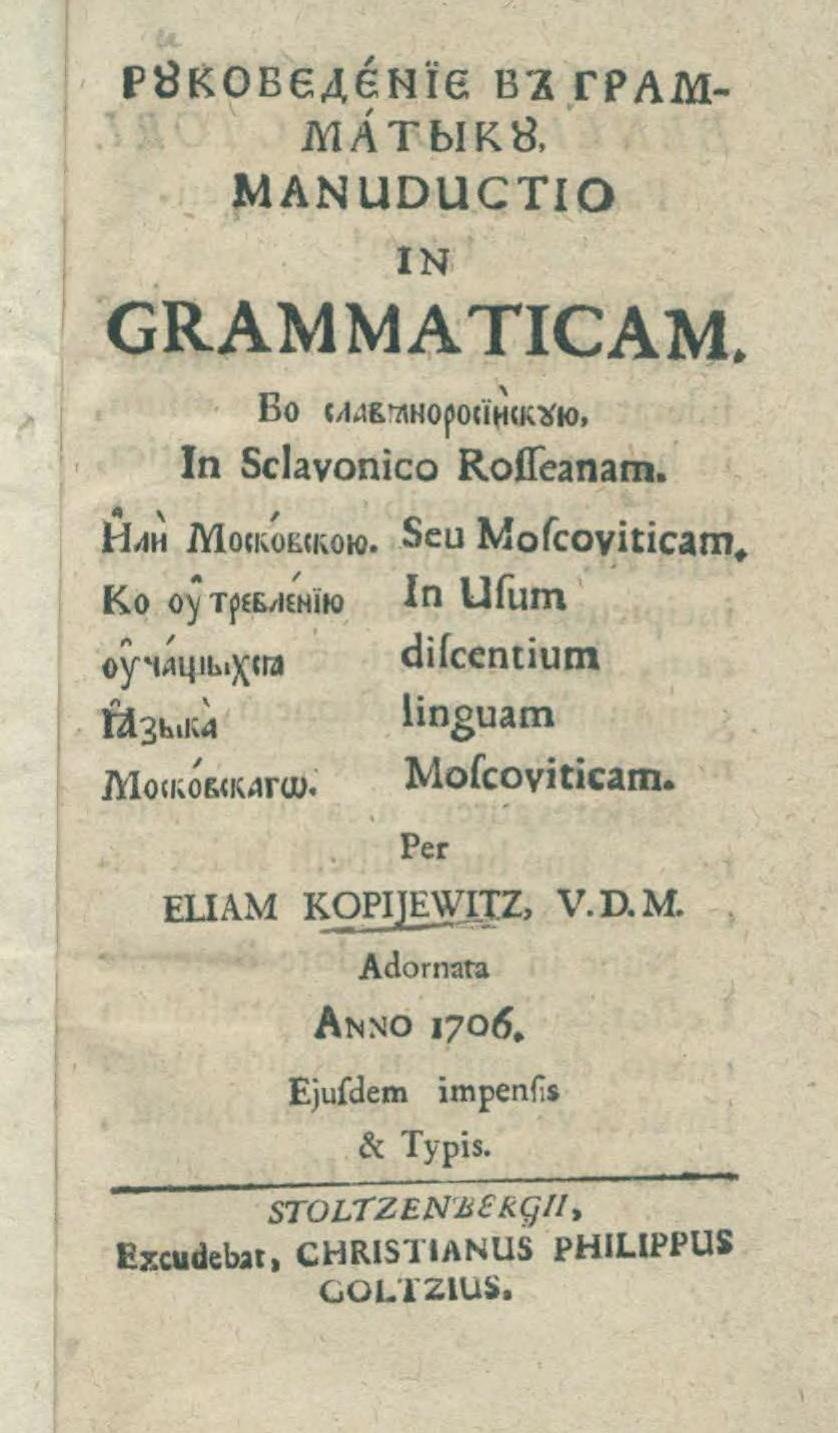
Руковедение в грамматику славенороссийскую. Данциг, 1706.

В собственной типографии Копиевского в Амстердаме были изданы:
- И. Ф. Копиевский. Грамматика латинская (лат. Latina grammatica in usum scholarum celeberrimae gentis sclavonico-rosseanae adornata). Амстердам, 1700. — 499 страниц, с параллельными латинским и славянским текстами.
- И. Ф. Копиевский. Лексикон на латинском, немецком и русском языке (лат. Nomenclator in lingua latina, germanica et russica). — Амстердам, 1700.
- Компиляция из «Тактикона» Льва Премудрого с прибавлением компиляции из сочинений польского историка Ш. Старовольского «Устройство королевского войска». Амстердам, 1700.
- Книга учащая морского плавания (голландский учебник Авраама де Графа). — Амстердам, 1701. — Пер. И. Ф. Копиевского.
- Синопсис Иннокентия Гизеля. Амстердам, 1700. Перевод приписывается Копиевскому.
- Кратчайшее руководство к риторике и одновременно ораторское искусство. Амстердам, 1700—1702.
- Книга политическая, или Политик-учёный и учёно-благочестивый, переданный польскими стихами. 1700—1702; издание не сохранилось.
- И. Ф. Копиевский. Руковедение в грамматику в славяно-российскую (лат. Manuductio in grammaticam in sclavonico Rosseanam seu Moscoviticam). — Данциг, 1706.

В типографии Копиевского был отлит новый шрифт, отличающийся от шрифта типографии Тессинга формой отдельных букв.
Копиевскому нередко приписывают также издание знаменитого сборника «Символы и эмблемата» (Амстердам, 1705), сам Копиевский упоминает эту книгу в списке изданных им книг. Однако на самом деле она издана в типографии Генриха Ветстейна. Возможно, Копиевский создал переводы-переложения девизов к символам и эмблемам.

### Неизданные труды
Остались в рукописях:
- Перевод на русский язык кальвинистского катехизиса. Рукопись Славянского фонда Библиотеки Хельсинкского университета, SI.Ms.-0-11.
- Перевод с латыни «Книги о деле воинственном» византийского писателя X в. Льва Премудрого. Перевод был завершён 15 июля 1698 г. и посвящался Петру. Местонахождение рукописи неизвестно.
- Перевод брошюры Карла Алларда (лат. Carlus Allard) «лат. Beshoryving der Eerpoorten, in’s grazvehage opgerecht…» (Амстердам, 1691) об английской революции 1688—1690 и приезде короля Вильгельма III Оранского в Гаагу весной 1691. Конец 1690-х. Рукопись Славянского фонда Библиотеки Хельсинкского университета, Sl. MS. O-11.

С конца 1708 г. Копиевский работает над переводами «Введения в европейскую историю» С. Пуфендорфа, книги «О добродетели» Горация, книги «Деяния Александра Македонского» Квинта Курция (БАН, собр. Петровской галереи, № 31), книги «О военном искусстве» Ш. Старовольского. Он также составляет симфонию к Библии, переводит Катехизис (РГАДА, ф. 138, № 42).

## Роль в создании гражданского шрифта
Существует точка зрения, согласно которой именно шрифт, разработанный Копиевским, является основой принятого в 1710 г. Петром гражданского шрифта:

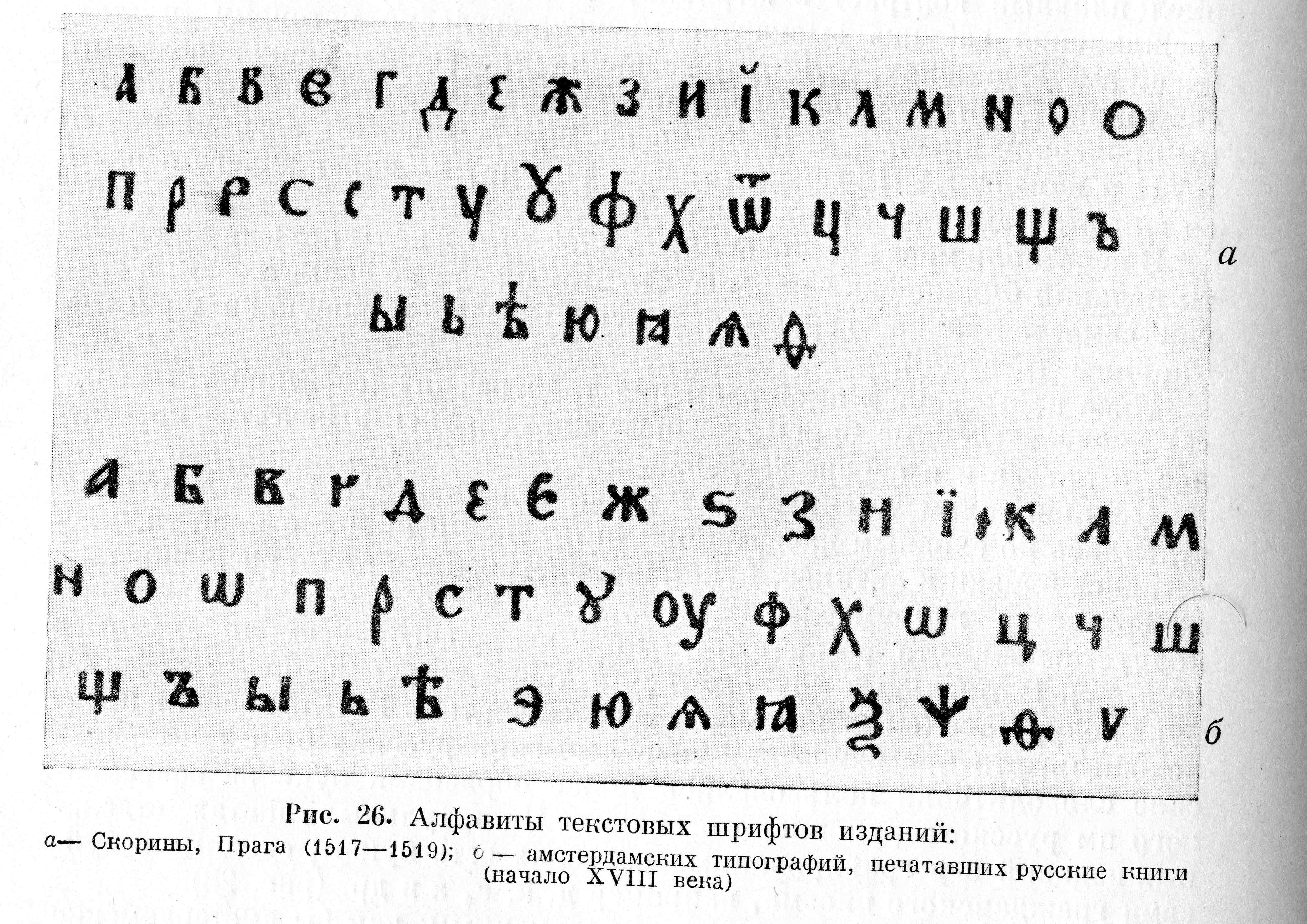
Алфавит амстердамских типографий (внизу).

…в 1707 году Илья Копиевич получил приглашение принять участие в разработке нового гражданского шрифта, введённого Петром I через год и ещё долго называвшимся в России «то амстердамскими литерами, то гражданской, то белорусской азбукой». Усовершенствованная белорусом кириллица и поныне лежит в основе азбук русского, белорусского, болгарского, украинского, македонского и других языков.
Юрий Рубашевский

Однако такая точка зрения не находит подтверждения в сохранившихся источниках по истории Петровской реформы шрифта. Нет никаких документов о приглашении Копиевского и его участии в работе над шрифтом (например, работа над финальными эскизами шрифта идёт при штабе Меншикова, в 1706 г. в Жолкве (близ Львова), в 1707—1708 — в Могилёве, а Копиевский находится в это время при Якове Брюсе в Варшаве, а затем в Москве). Сами начертания литер восходят к эскизам Петра, обработанным гравёром Куленбахом.
В то же время несомненно, что амстердамские опыты Копиевского стали важной частью подготовительного этапа Петровской реформы азбуки.

## Память
Имя Ильи Копиевича носит одна из улиц Минска (ул. Ильи Копиевича).